# Tipuliforma
Tipuliforma és un gènere d'arnes de la família Crambidae. Conté només una espècie, Tipuliforma triangulalis, que es troba a Nova Guinea.